# Prévessin-Moëns
Prévessin-Moëns es una comuna francesa del departamento de Ain, en la región de Auvernia-Ródano-Alpes. Pertenece a la comunidad de comunas del Pays de Gex.

## Demografía
| 579 | 743 | 1 509 | 2 240 | 3 723 | 4 261 | 6 806 | 7 560 |
| Para los censos de 1962 a 1999 la población legal corresponde a la población sin duplicidades (Fuente: INSEE [Consultar]) |     |       |       |       |       |       |       |